# Chamaita niveata
Chamaita niveata är en fjärilsart som beskrevs av Rothschild 1913. Chamaita niveata ingår i släktet Chamaita och familjen björnspinnare. Inga underarter finns listade i Catalogue of Life.